# Josephine Apraku
Josephine Apraku (* 1986 in Berlin) ist eine deutsche Sachbuchautorin.

## Leben
Josephine Apraku wurde 1986 in Berlin geboren. Den Master of Arts der Afrikawissenschaften erlangte Apraku 2015 am Institut für Asien- und Afrikawissenschaften der Humboldt-Universität zu Berlin, mit einer wissenschaftlichen Forschung zu Rassismus und Kolonialismus in Schulbüchern des Fachs Geschichte in der Sekundarstufe II. Es folgten Lehraufträge an der Alice Salomon Hochschule Berlin und der Humboldt Universität Berlin. 2014 gründete Apraku das IDB – Institut für diskriminierungsfreie Bildung, welches rassismuskritische Antidiskriminerungstrainings anbietet, und ist dort Co-Leiterin.
Bereits seit 2008 leitete Apraku Stadtrundgänge zur deutschen Kolonialgeschichte, etwa für den Verein Berlin Postkolonial e.V. Sie engagierte sich für Straßenumbenennungen im Afrikanischen Viertel im Berliner Ortsteil Wedding.

## Schaffen
Als Autorin und Kolumnistin veröffentlichte Apraku unter anderem Beiträge beim Missy Magazine, Vogue Deutschland, Gurlz with Curlz, EDITION F und im Berliner Tagesspiegel. Im September 2021 erschien im Verlag Familiar Faces Aprakus erste Monografie mit dem Titel „Wie erkläre ich Kindern Rassismus?“. Im März 2022 folgte das Werk „Rassismus geht uns alle an“ (Carlsen Kinderbuchverlag), welches Apraku gemeinsam mit Dr. Jule Bönkost und Meikey To verfasste. Daran reihte sich Aprakus „Kluft und Liebe – Warum soziale Ungleichheit uns in Liebesbeziehungen trennt und wie wir zueinanderfinden“, das im September 2022 bei Eden Books erschien. Dieses Buch hat einen Diskurs rund um Diskriminierung in Liebesbeziehungen entfacht.  Im Jahr 2023 veröffentlichte Josephine Apraku das Buch „Mein Workbook zu Rassismus. Für eine alltägliche und tiefgehende Auseinandersetzung“, das auch in der Design-Welt großen Anklang fand und das Lernkartenset „Lasst uns über Rassismus reden! 60 Karten für einen rassismuskritischen Alltag“ beim Familiar Faces Verlag. Im Dezember 2023 veröffentlichte Apraku das Kinderbuch „Tschüss Uroma“ im Bliblablub Verlag.  Im Februar 2025 ist der Podcast "Revolution und Ferien", den sie gemeinsam mit Mareice Kaiser macht, gestartet.

## Werke
- Wie erkläre ich Kindern Rassismus. Familiar Faces, 2021 ISBN 978-3-9823681-0-8
- mit Jule Bönkost: Rassismus geht uns alle an. Carlsen Kinderbuch, 2022 ISBN 978-3-551-25468-9
- Kluft und Liebe. Eden Books, 2022 ISBN 978-3-95910-375-6
- Mein Workbook zu Rassismus. Familiar Faces, 2023, ISBN 978-3-9823681-2-2
- Tschüss Uroma. Bliblablub, 2023,  ISBN 978-3-910482-01-2